# II. Henrik bajor herceg
II.  Henrik, ragadványnevén Civakodó Henrik, németül: Heinrich der Zänker (?, 951 – Bad Gandersheim, 995. augusztus 28.), bajor herceg 973–976 és 985–995 között, karintiai herceg 989–995 között, német ellenkirály I. Ottóval szemben.

## Élete
I. Henrik bajor herceg és Luitpolding Judit fia, II. Ottó német-római császár unokatestvére. A „Civakodó” jelzőt csak az újkorban kapta.
A Liudolfingek felkelésének 953-as leverése után Henrik már fiatal korában megkapta a hercegi címet. Kormányzása anyja, Judit, valamint a freisingi püspök, Ábrahám felügyelete alatt zajlott 955-től. 967-ben, 16 éves korában vehette át a bajor és a karintiai hercegség kormányzását.
I. Ottó német-római császár halála (973) után 974-ben Henrik a II. Ottó elleni összeeskövés vezéralakja volt, melyben II. Boleszláv cseh, és I. Mieszko lengyel fejedelmek is csatlakoztak, akárcsak a Luitpolding család megmaradt tagjai. Az összeesküvés lelepleződése után Henriket a király fogságba vetette, melyből a herceg 976-ban megszökött. Az ezt követő harcokból Ottó király került ki győztesen, aki 976-ban meghódította a bajor területeket. A király letette a herceget, és leválasztotta Bajorországról - többek között - Karintiát is. A keleti őrgrófság, az Ostmark a Babenberg család kezére került.
Henrik herceg folytatta a harcokat Ottó király ellen I. Henrik augsburgi püspökkel és Karintiai Henrikkel az oldalán. A 977-ben folytatódó harcok javarészt Passau térségében zajlottak.
A harcokat azonban II. Henrik elvesztette, és Folkmar utrechti püspök felügyelete alá került. Csak II. Ottó halála után szabadult. Szabadulása után megpróbálta visszaszerezni birtokait a még gyermek III. Ottóval szemben. 984-ben támogatói német királynak kiáltották ki.
Henrik egyidejűleg harcokat folytatott a bajor hercegi székbe ültetett Luitpolding III. Henrikkel. A harcokat a 985-ös frankfurti birodalmi gyűlés zárta le, melyen III. Henrik lemondott a bajor hercegi címet illető követeléseiről.
III. Henrik halála után II. Henrik visszakapta Karintiai területeit, utolsó éveit "Civakodó" Henrik azonban azzal töltötte, hogy saját területeit fejlessze, így került sor 995-ben a ranshofeni törvények kiadására. Henrik ezenkívül egy egyházi reformot is sürgetett.
II. Henrik földi maradványai Gandersheim templomában nyugszanak.

## Külső hivatkozások
- Genealogie Mittelalter

| Előző uralkodó: I. Henrik | Bajorország hercege 955 – 976 | Következő uralkodó: I. Ottó |

| Előző uralkodó: III. Henrik | Bajorország hercege 985 – 995 | Következő uralkodó: IV. Henrik |

| Előző uralkodó: I. (Karintiai) Henrik | Karintia hercege 989 – 995 | Következő uralkodó: III. Henrik |